# Sarcophaga unguitigris
Sarcophaga unguitigris är en tvåvingeart som först beskrevs av Boris Borisovitsch Rohdendorf 1938.  Sarcophaga unguitigris ingår i släktet Sarcophaga och familjen köttflugor. Inga underarter finns listade i Catalogue of Life.